# C34 (Namibië)
De C34 is een secundaire weg in het noordwesten van Namibië, die de kust van de Atlantische Oceaan volgt. De weg loopt van Swakopmund via Henties Bay naar Palgrave Point. In Swakopmund sluit de weg aan op de B2 naar Windhoek en Walvisbaai.
De C34 is 327 kilometer lang en loopt door de regio's Erongo en Kunene.